# Myotis dasycneme
Myotis dasycneme là một loài động vật có vú trong họ Dơi muỗi, bộ Dơi. Loài này được Boie mô tả năm 1825.

## Hình ảnh

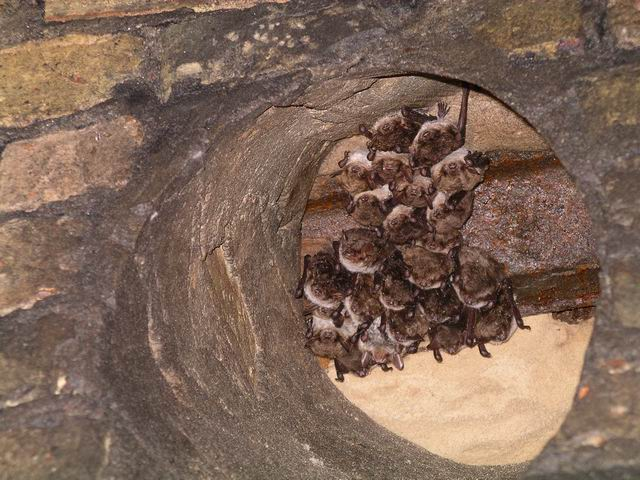
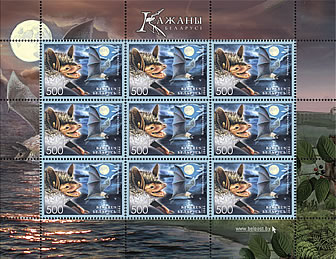
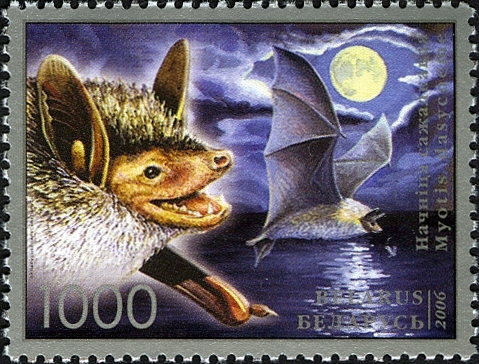
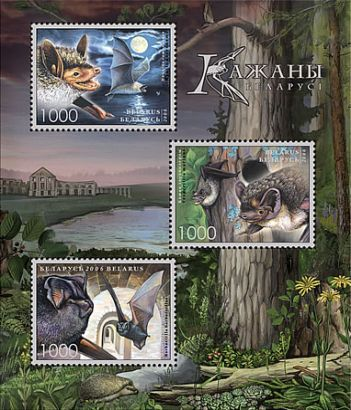